# Joakim Zander
Joakim Fredrik Iwo Zander, född 20 januari 1975 i Stockholm, är en svensk författare och jurist. Hans debutroman Simmaren gavs ut av Wahlström & Widstrand i september 2013.

## Biografi
Joakim Zander är uppvuxen i Söderköping. Han studerade juridik vid Uppsala universitet och doktorerade i juridik vid universitetet i Maastricht. Hans avhandling The Application of the Precautionary Principle in Practice publicerades av Cambridge University Press, och han mottog ett pris för avhandlingen 2012. Joakim Zander har arbetat för Europaparlamentet och Europakommissionen i Bryssel. Han bor sedan 2014 i Lund med sina två barn.
Hans roman Ett ärligt liv har filmats, med samma namn, och hade premiär på Netflix i juli 2025.

## Klara Waldéen-serien
Joakim Zanders spänningsromaner Simmaren, Orten och Vännen har juristen Klara Waldéen i huvudrollen.